# Clase San Antonio
La Clase San Antonio es una clase de buques de asalto anfibio (LPD) de la Armada de los Estados Unidos. Estos buques de guerra reemplazan a los LPD de clase Austin (incluidas las subclases de Cleveland y Trenton), así como a los buques de desembarco de tanques de clase Newport, los buques de desembarco de muelles de clase Anchorage y los buques de carga anfibios de clase Charleston que ya han sido retirados.
Originalmente se propusieron doce barcos de la clase San Antonio, su precio objetivo original era de 890 millones de dólares; construido, su costo promedio es de 1.6 mil millones de $. La Autorización de Defensa para el año fiscal 2015 incluyó financiamiento parcial para el duodécimo barco de clase San Antonio. A diciembre de 2022, once buques de guerra de esta clase estaban en servicio con la Marina de los EE. UU., con tres barcos adicionales en construcción. La Marina decidió en 2018 producir un segundo bloque de 13 barcos LPD Bloque II planificados, para un total de 26 en la clase LPD 17; LPD 30, Harrisburg, es el primer barco del Bloque II.

## Diseño

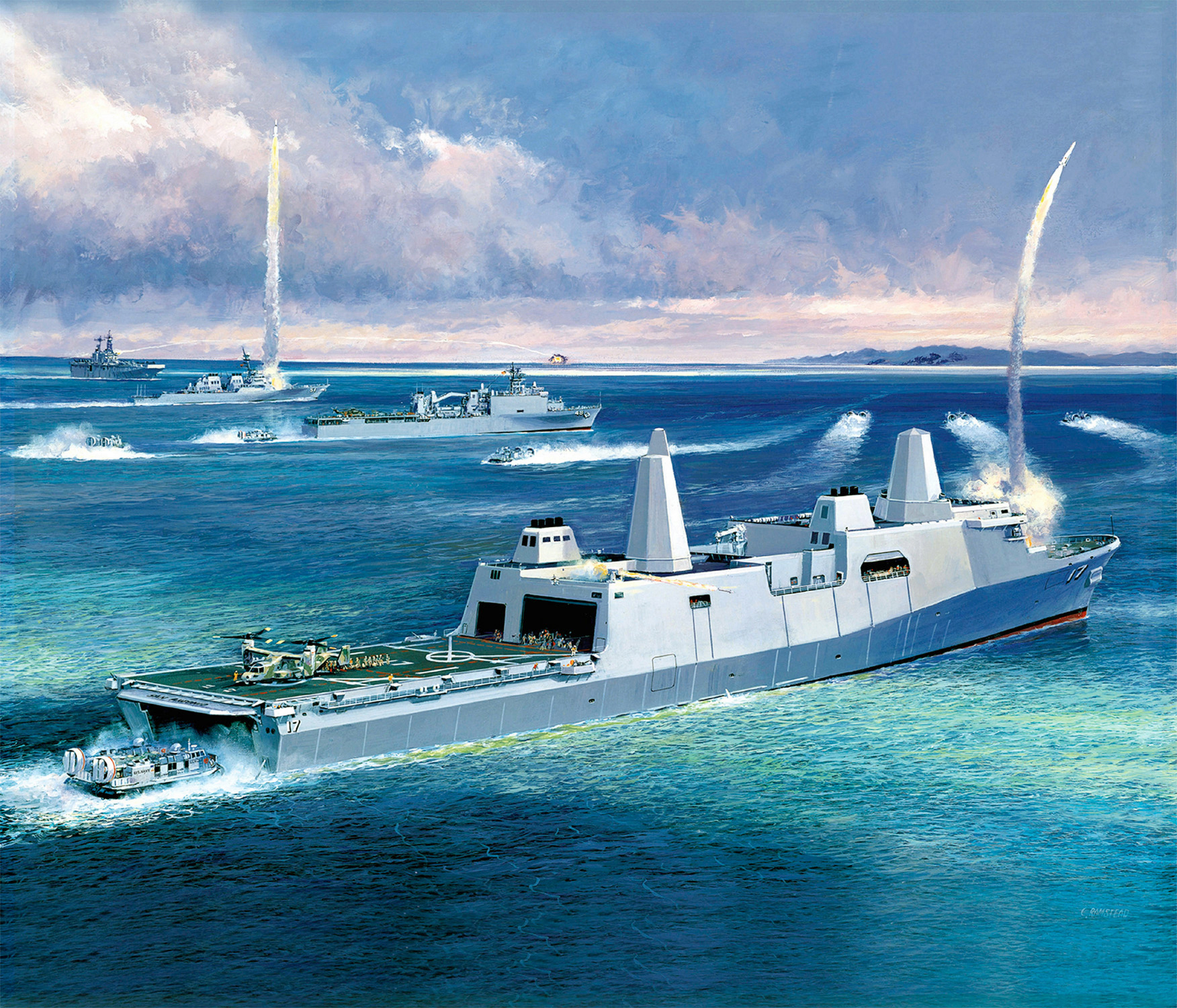
Concepto artístico de los barcos clase San Antonio.

La clase San Antonio se diseñó para proporcionar a la Marina de los Estados Unidos y al Cuerpo de Marines de los Estados Unidos con plataformas modernas basadas en el mar que están conectadas en red, pueden sobrevivir y están construidas para operar con plataformas transformacionales del siglo XXI, como el V-22 Osprey, el (luego cancelado) Vehículo de combate expedicionario (EFV), lancha de desembarco acolchada por aire (LCAC) y medios futuros por los cuales los infantes de marina se entregan en tierra.
El modelo de barco es un 45 por ciento más grande que la clase Austin, desplazando más de 25.000 toneladas a plena carga. Transporta menos tropas, pero tiene el doble de espacio para vehículos, lanchas de desembarco y aeronaves. Las naves también son adecuadas para actuar como naves de recuperación para naves espaciales, con una cubierta de pozo inundable en la parte trasera de la nave en la que puede flotar una cápsula; el Portland fue el barco de recuperación de la cápsula Orion de la misión en órbita lunar no tripulada Artemis 1 el 11 de diciembre de 2022.

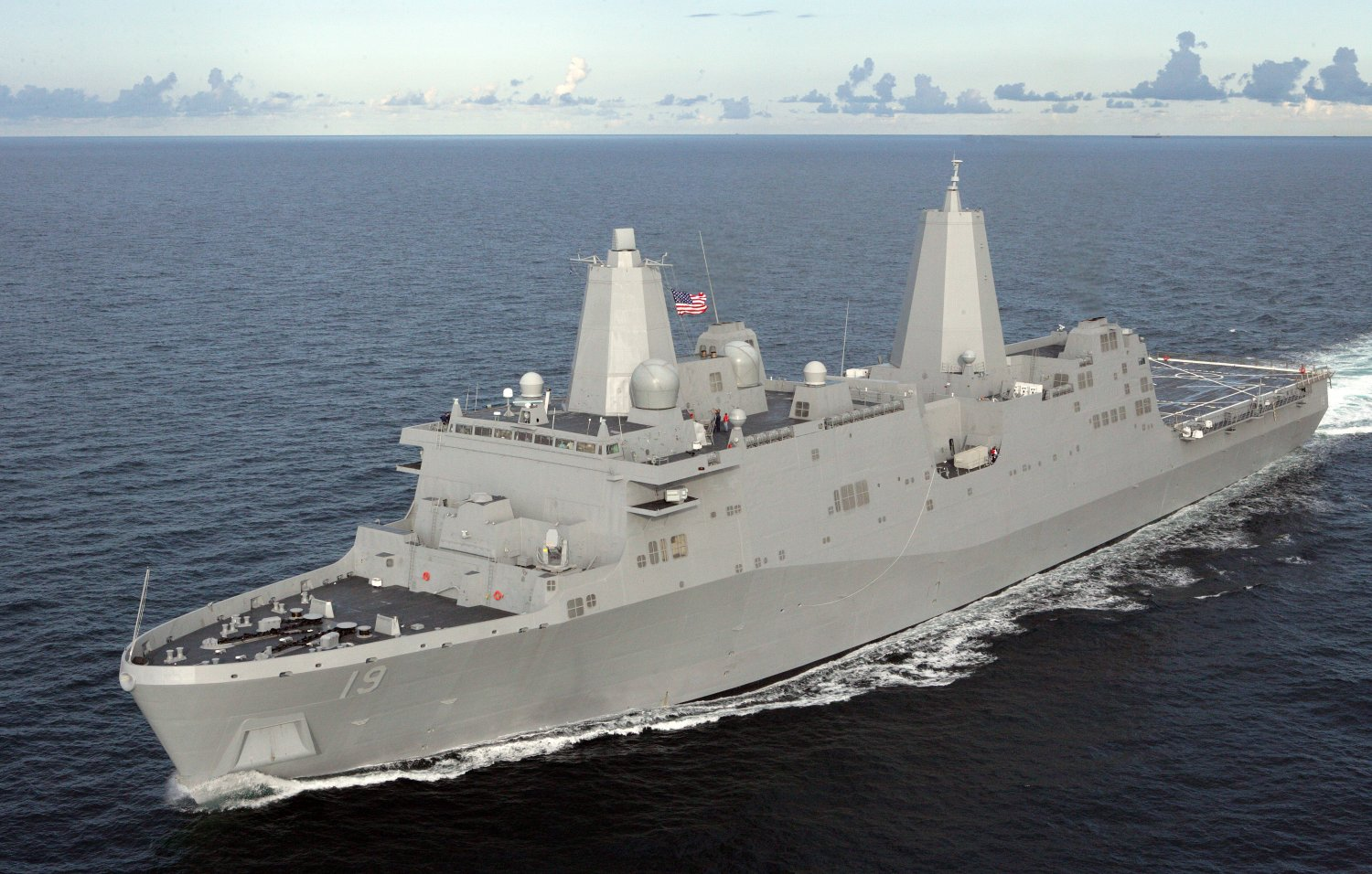
USS Mesa Verde navegando en el año 2007.

El proyecto adoptó una filosofía de "Diseño para la propiedad"; un enfoque de ingeniería concurrente que inyecta información del operador, el mantenedor y el capacitador en el proceso de desarrollo del diseño. El objetivo era garantizar que se tengan en cuenta las realidades operativas en todo el diseño, la integración, la construcción, las pruebas y el ciclo de vida útil de los barcos nuevos y sus sistemas.  Este proceso tenía como objetivo mejorar la preparación para el combate, mejorar la calidad de vida y reducir los costos totales de propiedad, y resultó en numerosos cambios durante el proyecto.
La clase San Antonio tiene importantes características de supervivencia y tecnología informática. Además de la protección de misiles de fuselaje rodante (RAM) contra amenazas aéreas, la clase fue diseñada para minimizar la firma del radar. Las técnicas que reducen la sección equivalente del radar (RCS) hacen que los barcos sean más difíciles de localizar y apuntar. Las características mejoradas de supervivencia incluyen protección mejorada contra explosiones nucleares y fragmentación y una estructura endurecida por choque. La red de área amplia a bordo (SWAN) de fibra óptica conecta los sistemas integrados a bordo. La red permitirá la configuración de "enchufar y luchar", actualizando y reemplazando el hardware más fácilmente cuando la tecnología más nueva esté disponible. Además, la clase cuenta con extensos sistemas de comunicaciones, comando, control e inteligencia para apoyar las misiones de guerra expedicionarias actuales y proyectadas del siglo XXI.

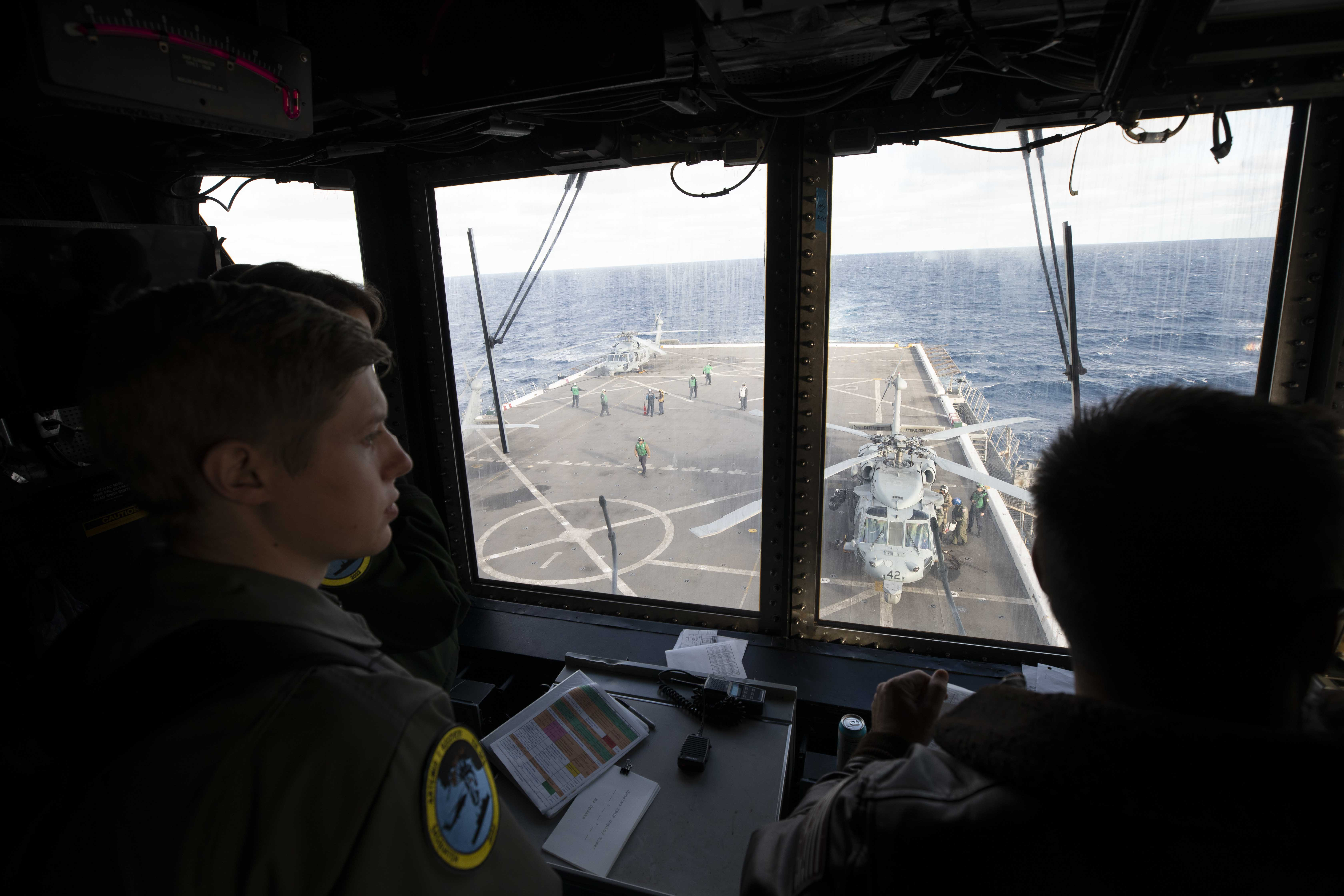
Puente de mando del USS Portland.

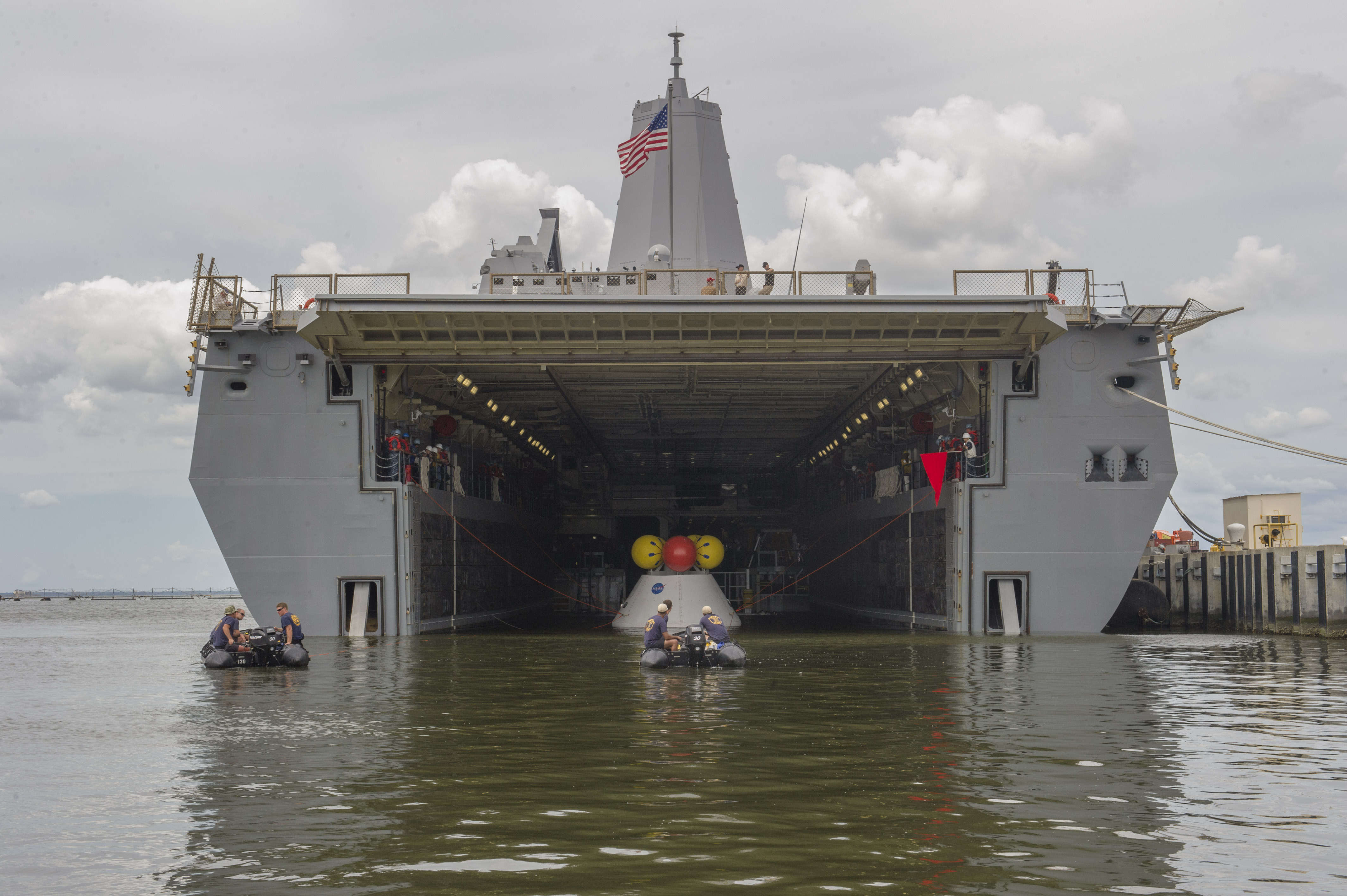
La nave espacial Orion en la cubierta del pozo del USS Arlington, año 2013.

La clase está equipada con el Sistema integrado de autodefensa del barco (SSDS). El sistema fusiona los radares y otros sensores y controla los sistemas de armas para una capacidad de reacción rápida automatizada contra las amenazas aéreas.
El mástil del sistema Advanced Enclosed Mast/Sensors (AEM/S), una estructura octogonal de 93 pies de alto y 35 pies de diámetro, está construido con un material compuesto de frecuencia selectiva multicapa. Está diseñado para permitir las propias frecuencias del sensor del barco con muy poca pérdida mientras refleja otras frecuencias. La forma octogonal ahusada del AEM/S está diseñada para reducir la sección transversal del radar, y encerrar las antenas proporciona un rendimiento mejorado y reduce en gran medida los costos de mantenimiento.
La clase San Antonio también incorpora los últimos estándares de calidad de vida para los infantes de marina y marineros embarcados, que incluyen literas para sentarse, un centro comercial de servicios para barcos, un centro de recursos de aprendizaje y un gimnasio. Las instalaciones médicas incluyen dos quirófanos y 124 camas. Además, son los primeros barcos de la USN diseñados para albergar marineros e infantes de marina de ambos sexos como parte de la tripulación y tropas embarcadas.
A mediados de 2016, la Armada y el Cuerpo de Marines estaban estudiando la instalación de un sistema de lanzamiento vertical (VLS) en los barcos de clase San Antonio para que pudieran desplegar misiles ofensivos más grandes. El concepto de barco original incluía dos Mk 41 VLS de 8 celdas en la proa, que se está reexaminando para agregar misiles de crucero Tomahawk para apoyar a los marines en tierra con pocas modificaciones en el sistema de combate.

## Construcción

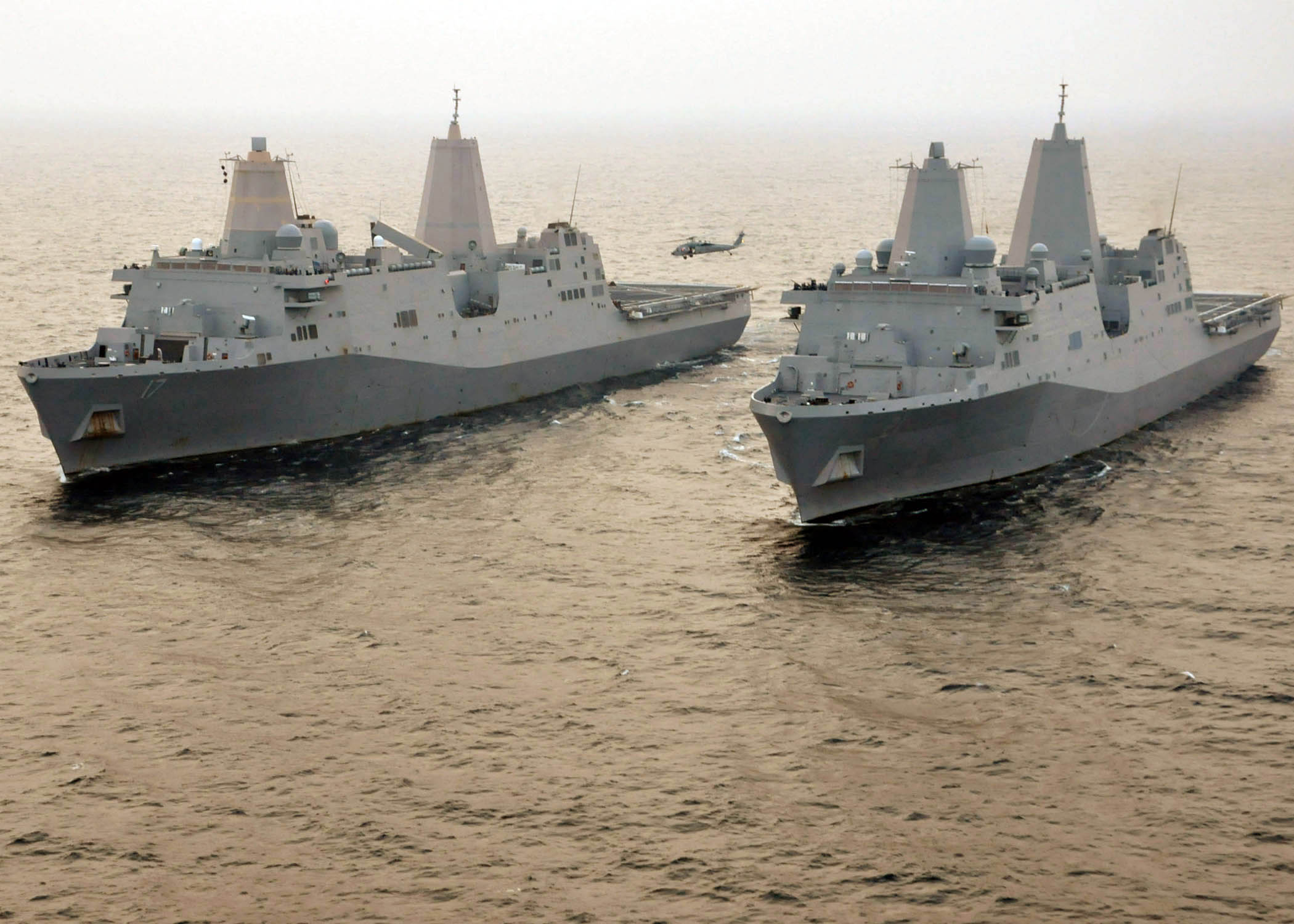
USS San Antonio y USS New York en junio de 2011.

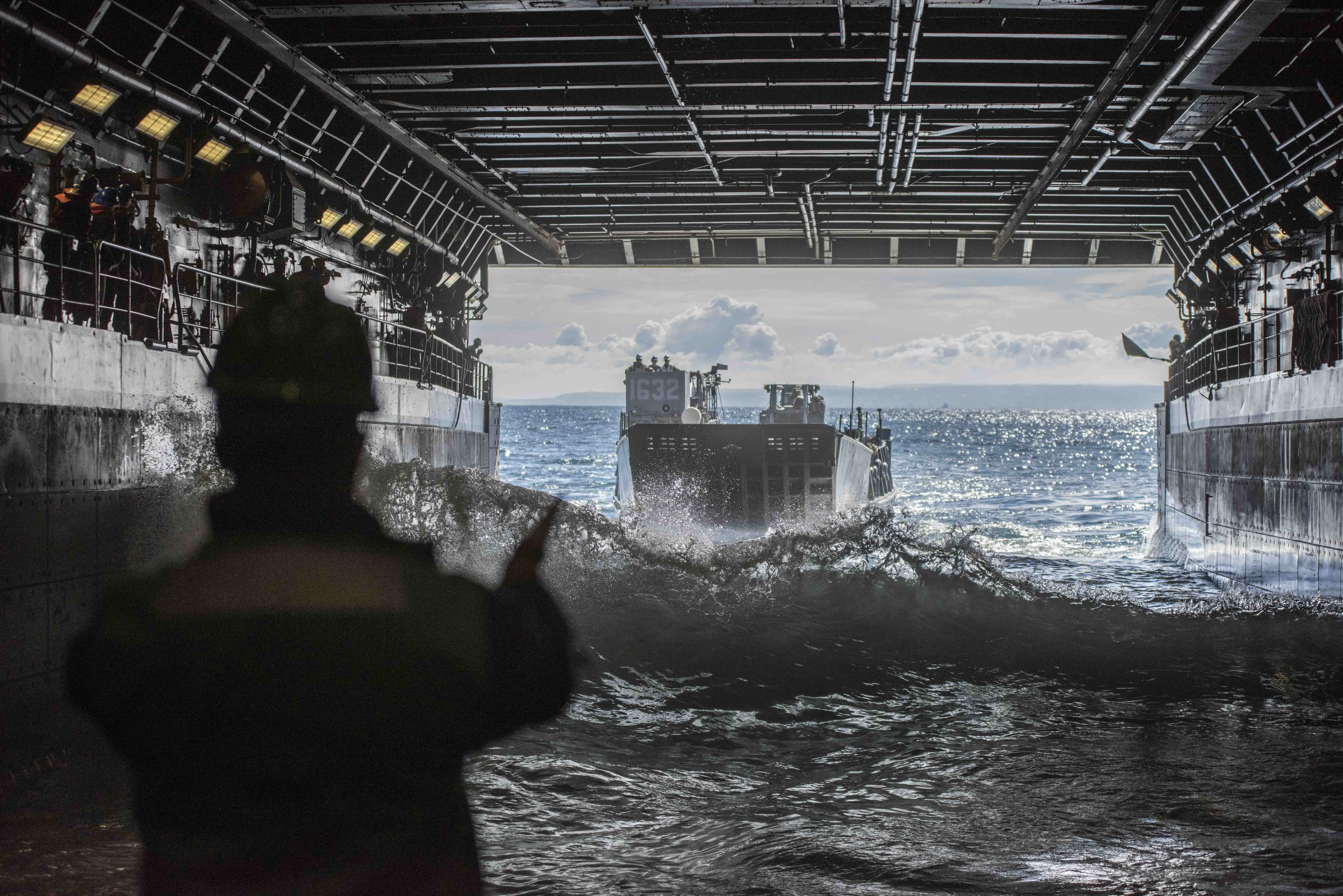
Interior del dique inundable del USS New Orleans.

Tras los prolongados problemas e incidentes experimentados por el USS San Antonio, el director de Pruebas y Evaluación Operacionales (DOT&E) del Departamento de Defensa de EE. UU. declaró en 2010 que los barcos son "capaces de operar 'en un entorno benigno', pero no efectivos, adecuados y no sobrevirían en una situación de combate". El DOT&E descubrió en 2011 que el primer barco de la clase, el USS San Antonio , tenía varias deficiencias que lo hacían "no operativamente efectivo, adecuado o apto para sobrevivir en un entorno hostil". En abril de 2015, la USN propuso agregar un barco número 12 a la clase, que se construirá en Ingalls a cambio de un destructor que se nombrará más adelante. El 4 de diciembre de 2015, se ordenó el barco número 12. El 4 de diciembre de 2015, el 12º buque fue encargado.

### Variantes

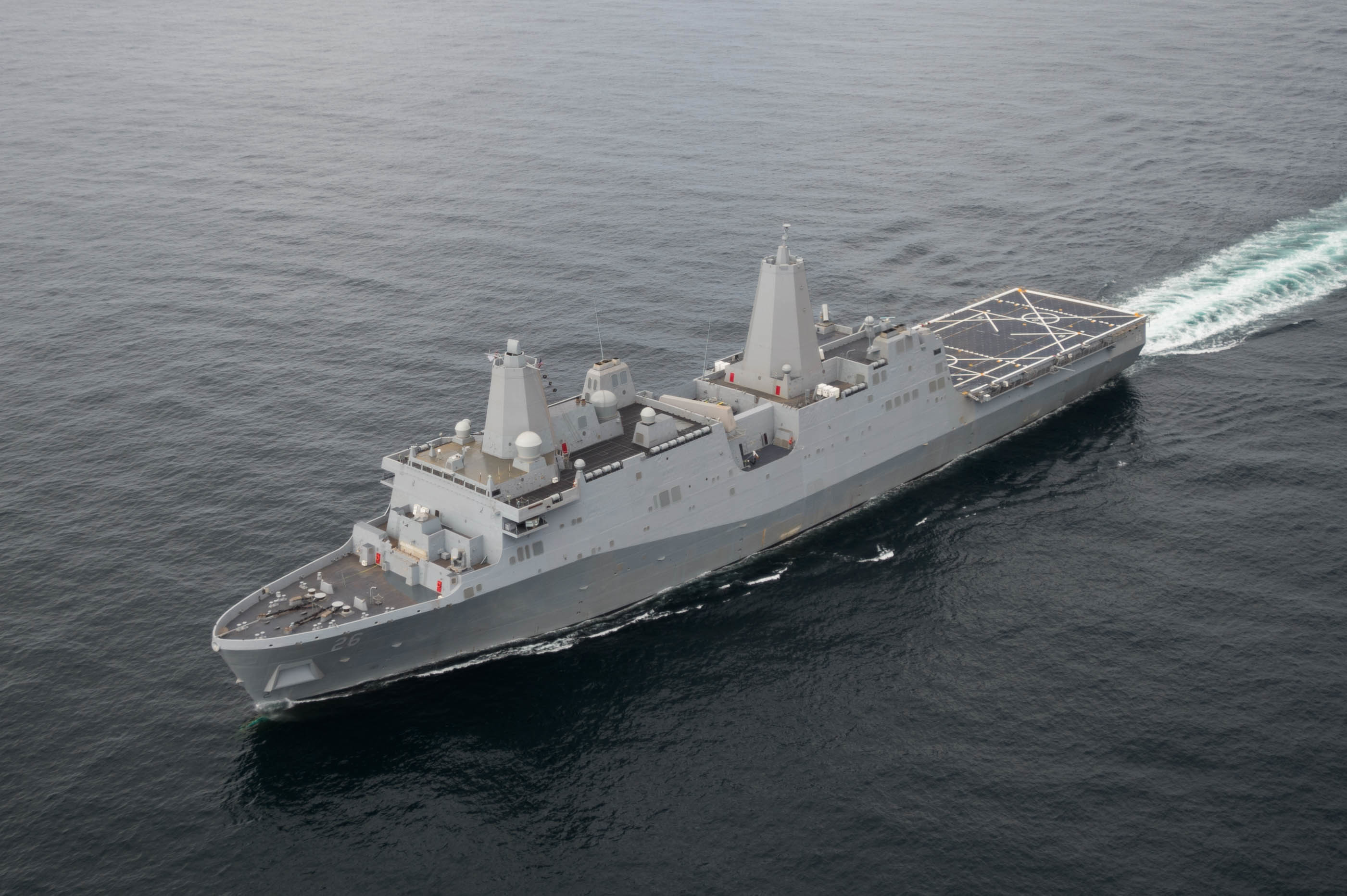
USS John P. Murtha navegando en el año 2016.

La senadora estadounidense Kay Hagan ha preguntado si la línea de construcción LPD-17 debería extenderse a un barco número 12 como puente para construir el LX(R) (anteriormente LSD(X)) en el mismo casco, pero la USN ha indicado que los requisitos del LX(R) aún no se han resuelto y que el casco LPD-17 podría ser demasiado grande para tal misión. Sin embargo, el comandante James F. Amos también había respaldado la eliminación del LSD a favor de la producción continua de LPD.
En octubre de 2014, el secretario de Marina, Ray Mabus, firmó un memorando interno en el que recomendaba que el buque de guerra LX(R) se basara en el diseño existente de la clase San Antonio. El diseño LPD-17 se seleccionó sobre una variante extranjera y un diseño completamente nuevo para cumplir con los parámetros de capacidad, capacidad y coste requeridos. La selección oficial de basar el LX(R) en el diseño LPD-17 todavía tiene que venir con la aprobación de Milestone A. La Ley de Autorización de la Defensa Nacional para el año fiscal 2015 incluyó financiamiento parcial para un duodécimo barco de clase San Antonio (LPD-28). A principios de 2014, Huntington Ingalls Industries (HII) exhibió su versión Flight IIA del casco LPD-17 para el barco anfibio LX(R) de la Armada. El diseño se modifica aún más al eliminar algunas de las capacidades de gama alta de la clase San Antonio para crear un "camión anfibio" para reemplazar los muelles de aterrizaje de Whidbey Island y Harpers Ferry. El Flight IIA tiene funciones mejoradas de comando y control (C2) sobre los LSD, la mitad de los espacios médicos del LPD-17, un hangar más pequeño, sin mástiles compuestos, dos motores diésel de propulsión principal no especificados (MPDE), dos lugares para LCAC o uno LCU, una capacidad de tropa reducida (500), y una tripulación de unos 400 marineros. En enero de 2015, la Armada y el Cuerpo de Marines decidieron optar por el casco LPD-17 modificado para el programa LX(R).
El Jefe de Operaciones Navales Greenert consideró usar parte del espacio adicional en la clase San Antonio para montar equipos modulares de la misma manera que los barcos de combate litorales. Como parte de su oferta para ofrecer "Tramo II" LPD-17 para el contrato de reemplazo del barco de aterrizaje en el muelle , HII ha sugerido equipar los barcos para llevar el Sistema de Defensa de Misiles Balísticos Aegis. Aunque no existe un requisito formal para la variante BMD, HII informa de un apoyo no oficial dentro de la Marina de los EE. UU., de modo que se modelará en escenarios de juegos de guerra en 2016 y 2017. Podría acomodar hasta 288 tubos de misiles Mk41 VLS y un radar con 1000 veces la sensibilidad del radar SPY-1D de los destructores Burke.

### Bloque II
El 2 de agosto de 2018, la Marina de los EE. UU. y Huntington Ingalls firmaron un contrato por artículos de largo plazo para LPD-30, el primero de la clase Bloque II más asequible de 13 barcos. El contrato fue por 165.5 mil millones de dólares. El objetivo de coste es de 1,640 millones de $ para el primer barco y 1,400 millones de $ para los barcos posteriores. LPD-30 estará equipado con un radar de vigilancia aérea empresarial Raytheon AN/SPY-6, una actualización sobre el AN/SPS-48 actualmente en LPD-17. Huntington Ingalls construirá el nuevo bloque exclusivamente. El 26 de marzo de 2019, Huntington Ingalls anunció la adjudicación de un contrato de incentivo de precio fijo por valor de 1470 millones de dólares estadounidenses para el LPD 30 (14° barco y el primero del Tramo II). El 10 de octubre de 2019, se anunció el nombre del barco como USS Harrisburg para Harrisburg, Pensilvania, la capital del estado. El 3 de abril de 2020, Huntington Ingalls anunció que se le otorgó una modificación de contrato de 1.5 mil millones de $ para la construcción del USS Pittsburgh, llamado así por Pittsburgh, Pensilvania.
Los barcos del Tramo II están destinados a proporcionar la misión que actualmente brindan los barcos de desembarco en muelle de clase Whidbey Island e incorporar más de 200 cambios sobre los barcos del Tramo I. La misión proporcionada por los barcos del Bloque II incluirá operaciones en aeropuertos, puertos marítimos y hospitales e incorporará modificaciones a las cubiertas de pozos de los barcos.

## Unidades
| Nombre                     | Código | Constructor | Iniciado                 | Botado                  | Asignado                | Puerto base             | Estado          |
| -------------------------- | ------ | ----------- | ------------------------ | ----------------------- | ----------------------- | ----------------------- | --------------- |
| Bloque I                   |        |             |                          |                         |                         |                         |                 |
| USS San Antonio            | LPD-17 | Avondale    | 9 de diciembre de 2000   | 12 de julio de 2003     | 14 de enero de 2006     | Norfolk, Virginia       | Activo          |
| USS New Orleans            | LPD-18 | Avondale    | 14 de octubre de 2002    | 11 de diciembre de 2004 | 10 de marzo de 2007     | Sasebo, Nagasaki, Japón | Activo          |
| USS Mesa Verde             | LPD-19 | Ingalls     | 25 de febrero de 2003    | 19 de noviembre de 2004 | 15 de diciembre de 2007 | Norfolk, Virginia       | Activo          |
| USS Green Bay              | LPD-20 | Avondale    | 11 de agosto de 2003     | 11 de agosto de 2006    | 24 de enero de 2009     | Sasebo, Nagasaki, Japón | Activo          |
| USS New York               | LPD-21 | Avondale    | 10 de septiembre de 2004 | 19 de diciembre de 2007 | 7 de noviembre de 2009  | Norfolk, Virginia       | Activo          |
| USS San Diego              | LPD-22 | Ingalls     | 23 de mayo de 2007       | 7 de mayo de 2010       | 19 de mayo de 2012      | San Diego, California   | Activo          |
| USS Anchorage              | LPD-23 | Avondale    | 24 de septiembre de 2007 | 12 de febrero de 2011   | 4 de mayo de 2013       | San Diego, California   | Activo          |
| USS Arlington              | LPD-24 | Ingalls     | 26 de mayo de 2008       | 23 de noviembre de 2010 | 8 de febrero de 2013    | Norfolk, Virginia       | Activo          |
| USS Somerset               | LPD-25 | Avondale    | 11 de diciembre de 2009  | 14 de abril de 2012     | 1 de marzo de 2014      | San Diego, California   | Activo          |
| USS John P. Murtha         | LPD-26 | Ingalls     | 6 de febrero de 2012     | 30 de octubre de 2014   | 8 de octubre de 2016    | San Diego, California   | Activo          |
| USS Portland               | LPD-27 | Ingalls     | 2 de agosto de 2013      | 13 de febrero de 2016   | 14 de diciembre de 2017 | San Diego, California   | Activo          |
| USS Fort Lauderdale        | LPD-28 | Ingalls     | 13 de octubre de 2017    | 28 de marzo de 2020     | 30 de julio de 2022     | Norfolk, Virginia       | Activo          |
| USS Richard M. McCool, Jr. | LPD-29 | Ingalls     | 12 de abril de 2019      | 5 de enero de 2022      | 7 de septiembre de 2024 |                         | Activo          |
| Bloque II                  |        |             |                          |                         |                         |                         |                 |
| USS Harrisburg             | LPD-30 | Ingalls     | 28 de enero de 2022      | 5 de octubre de 2024    |                         |                         | En construcción |
| USS Pittsburgh             | LPD-31 | Ingalls     | 2 de junio de 2023       |                         |                         |                         | En construcción |
| USS Philadelphia           | LPD-32 | Ingalls     |                          |                         |                         |                         | Encargado       |
| USS Travis Manion          | LPD-33 | Ingalls     |                          |                         |                         |                         | Autorizado      |

## Galería

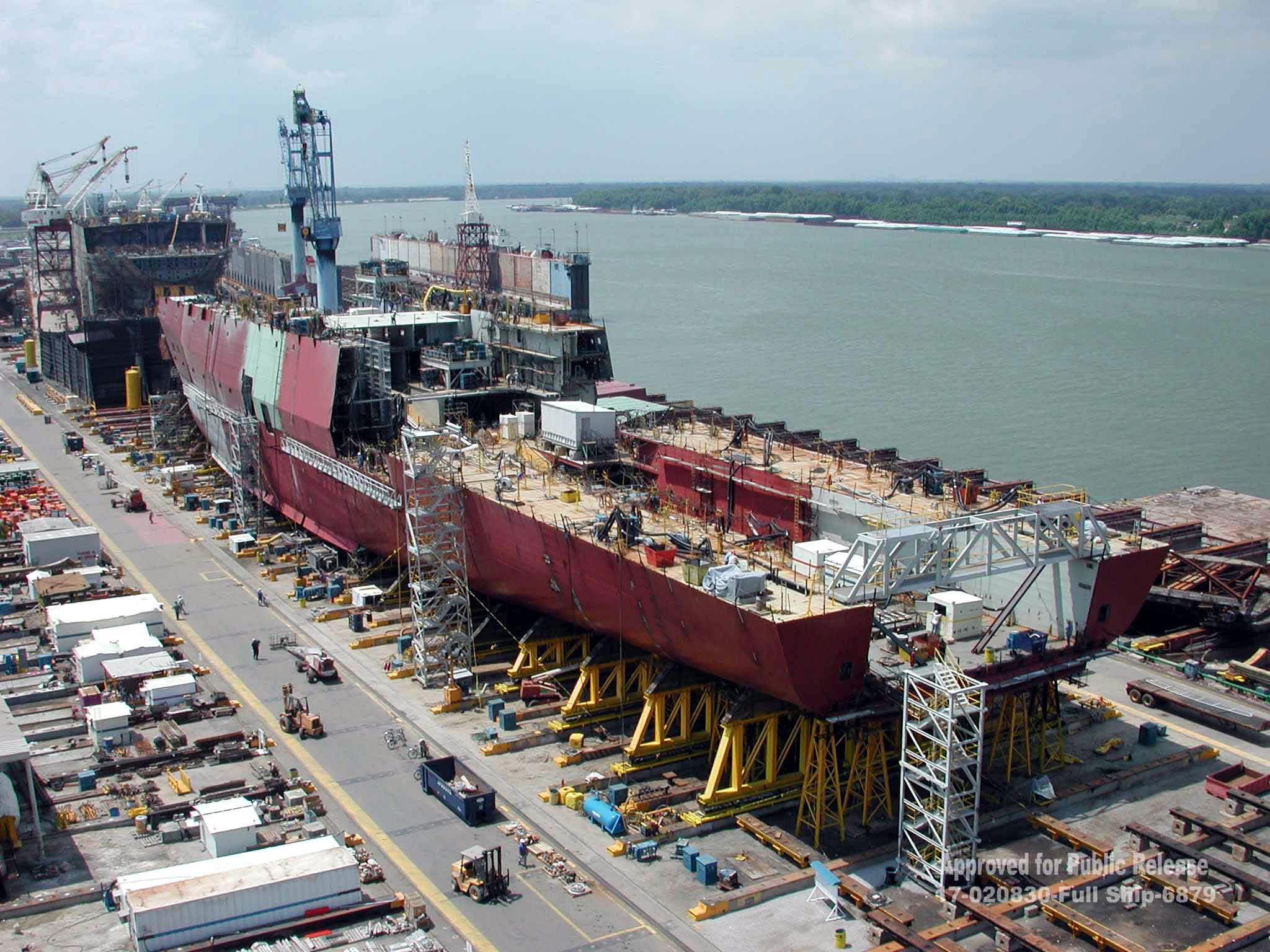
USS San Antonio  durante la construcción en Avondale, año 2002.
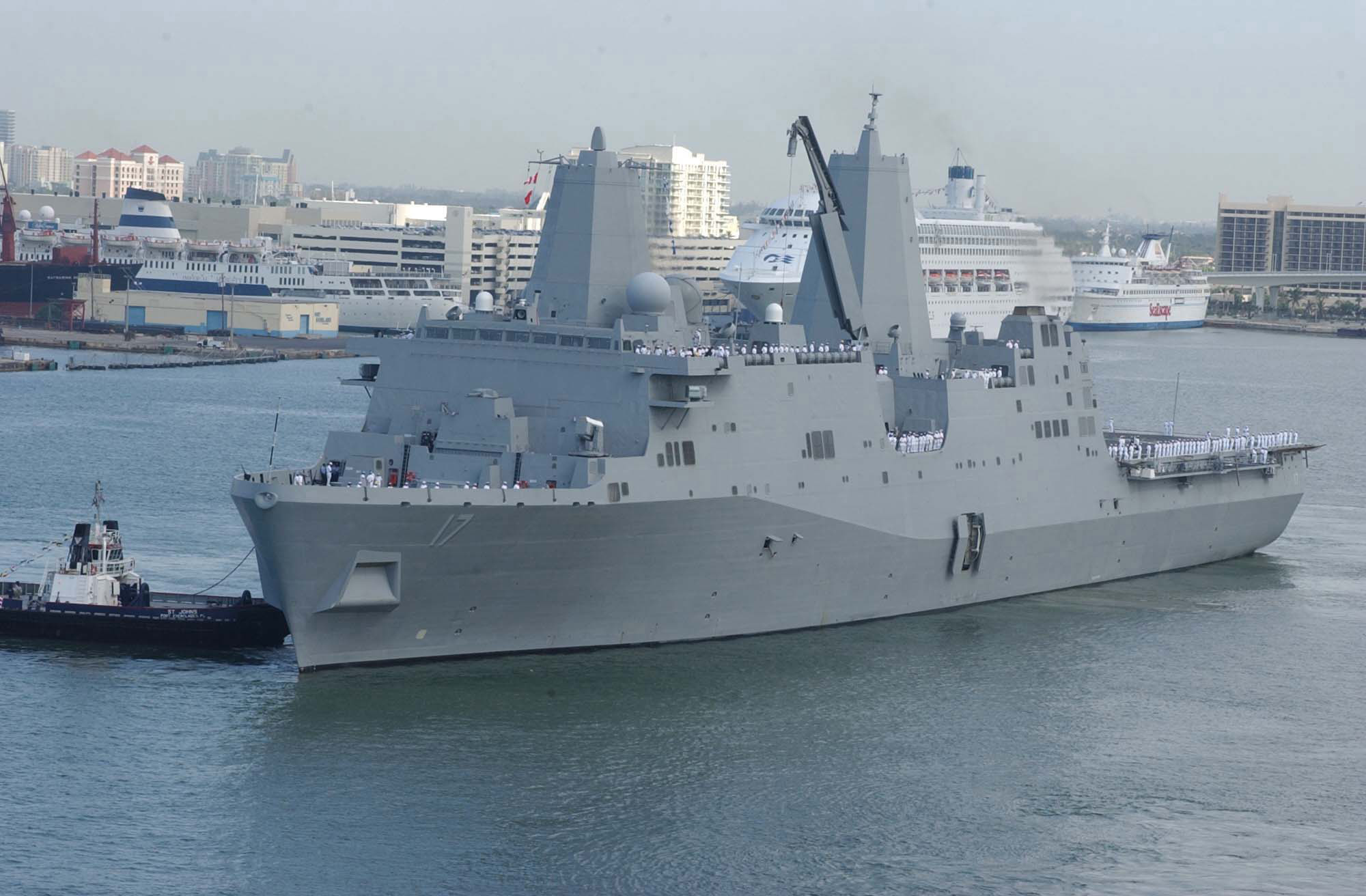
Vista de proa de babor del USS San Antonio.
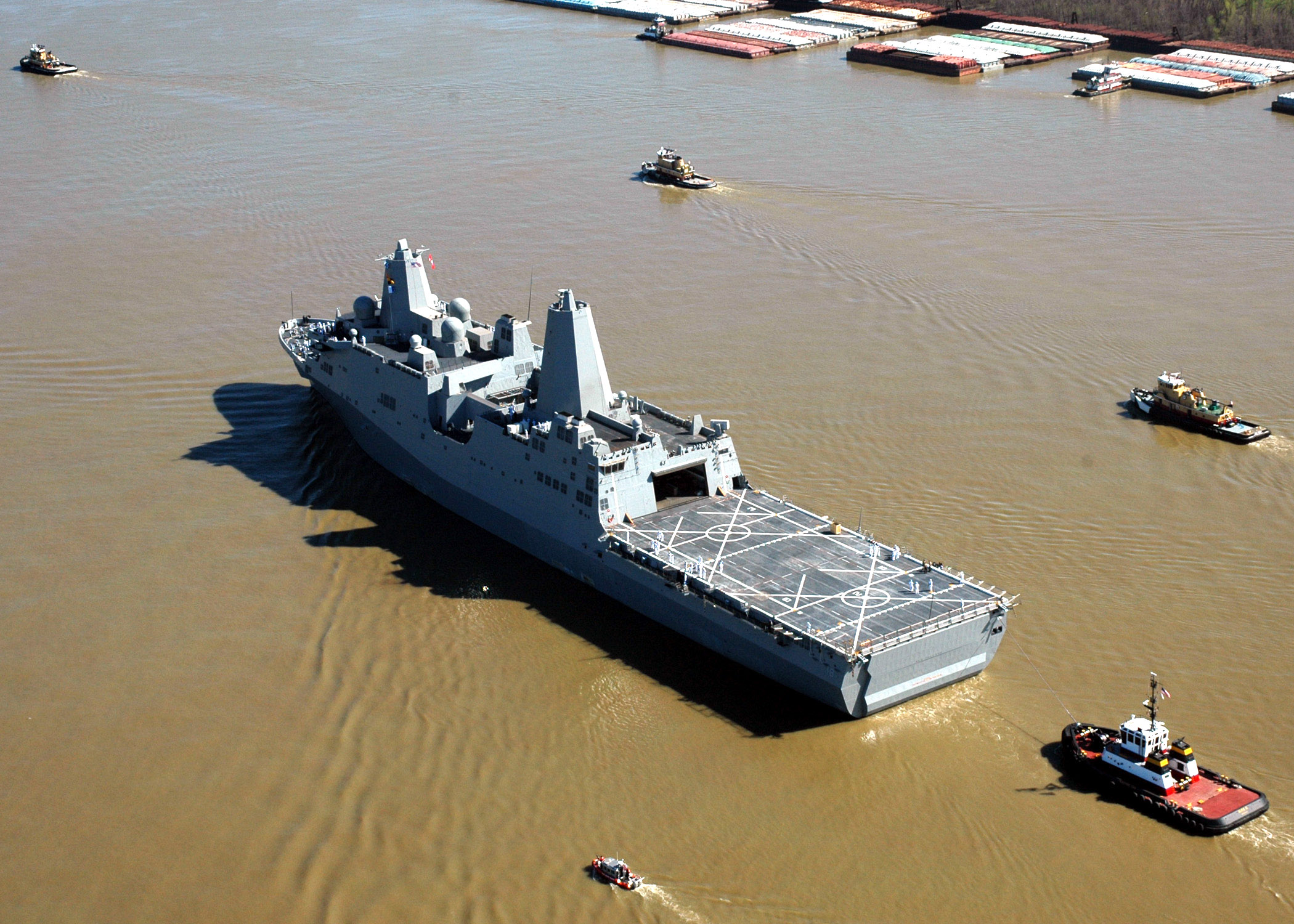
Vista del cuarto de babor del USS New Orleans.
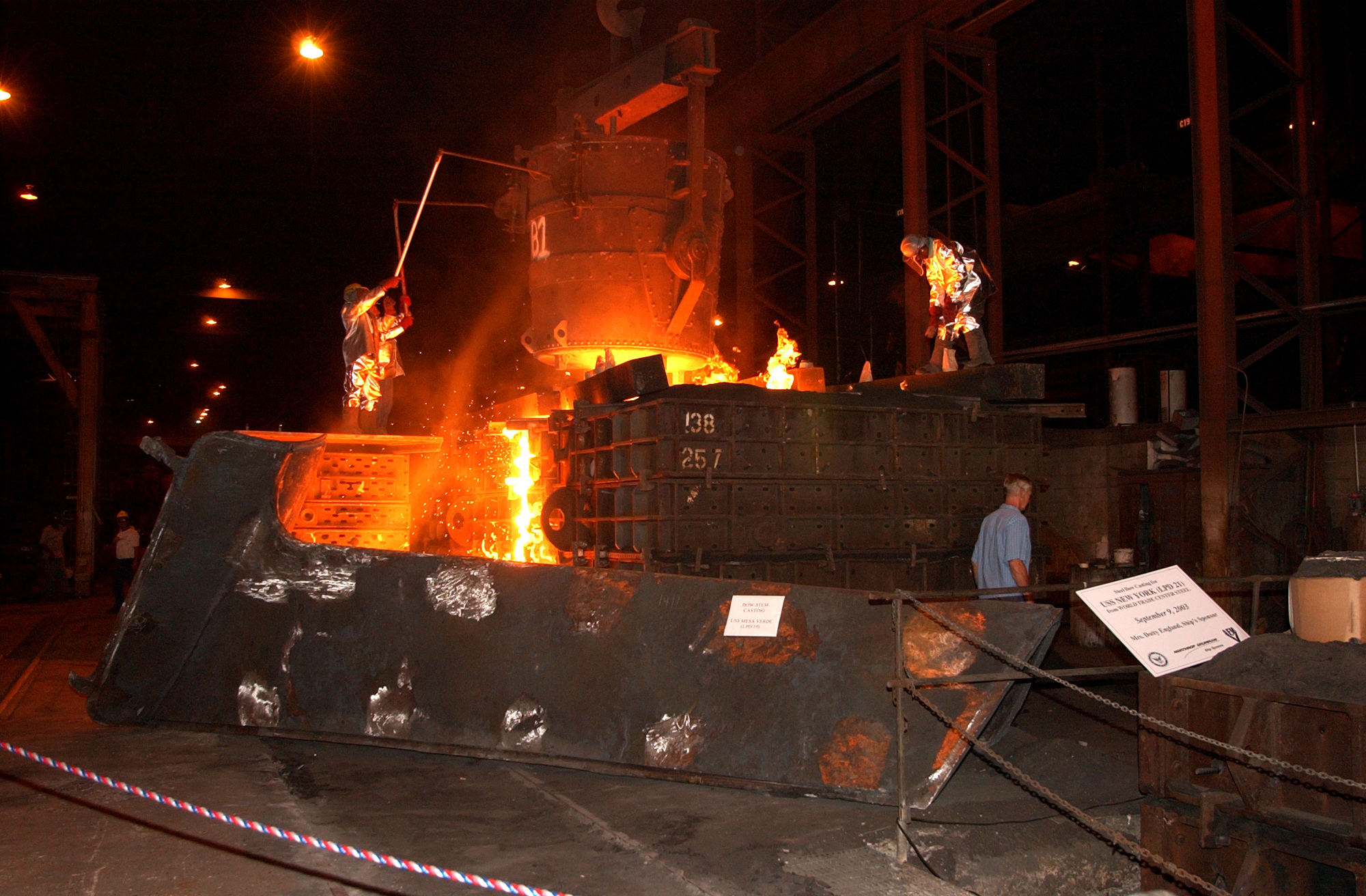
Se vierte acero del World Trade Center para la construcción del USS New York.
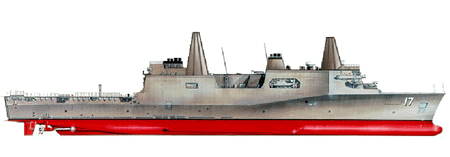
Representación de un barco de clase LPD-17.
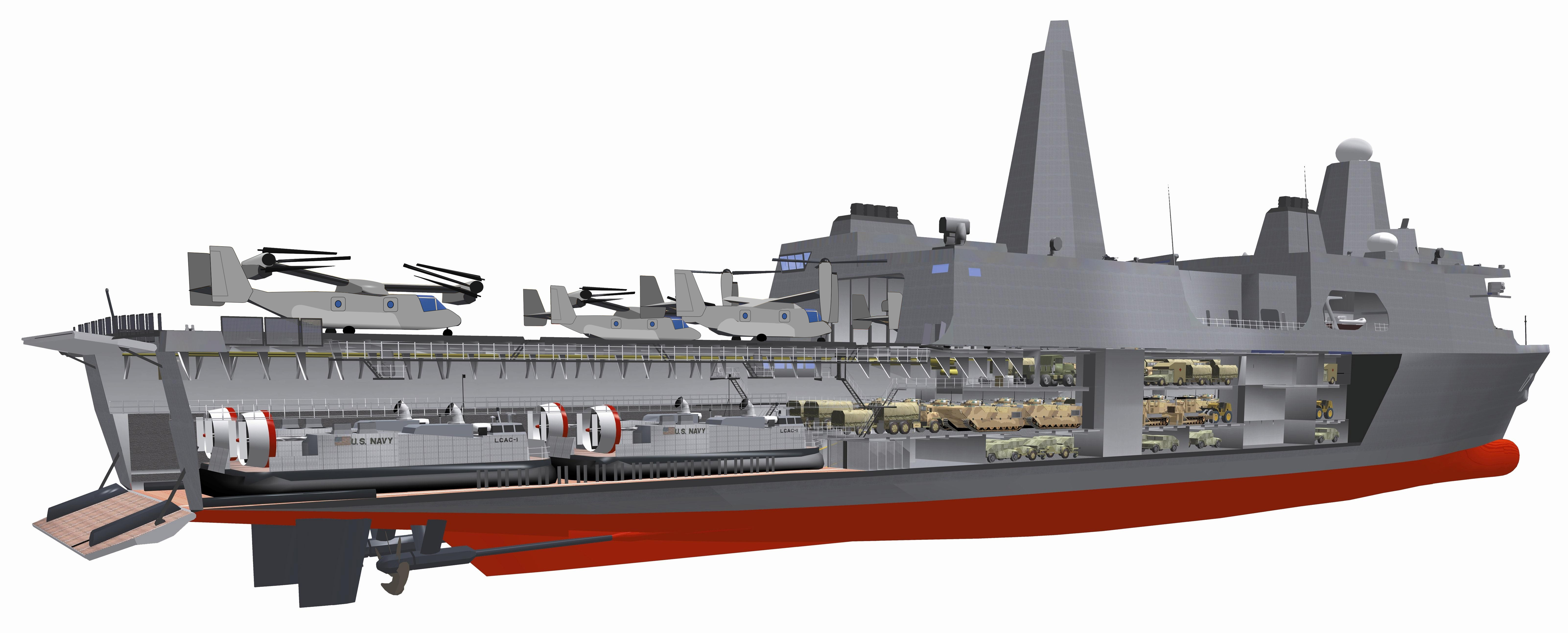
Ilustración en corte del buque de transporte anfibio (LPD) clase San Antonio de la Marina de los EE. UU.